# Synagoga v Kutné Hoře
Bývalá synagoga v Kutná Hora se nachází ve Smíškově ulici jako čp. 619.

## Historie a popis

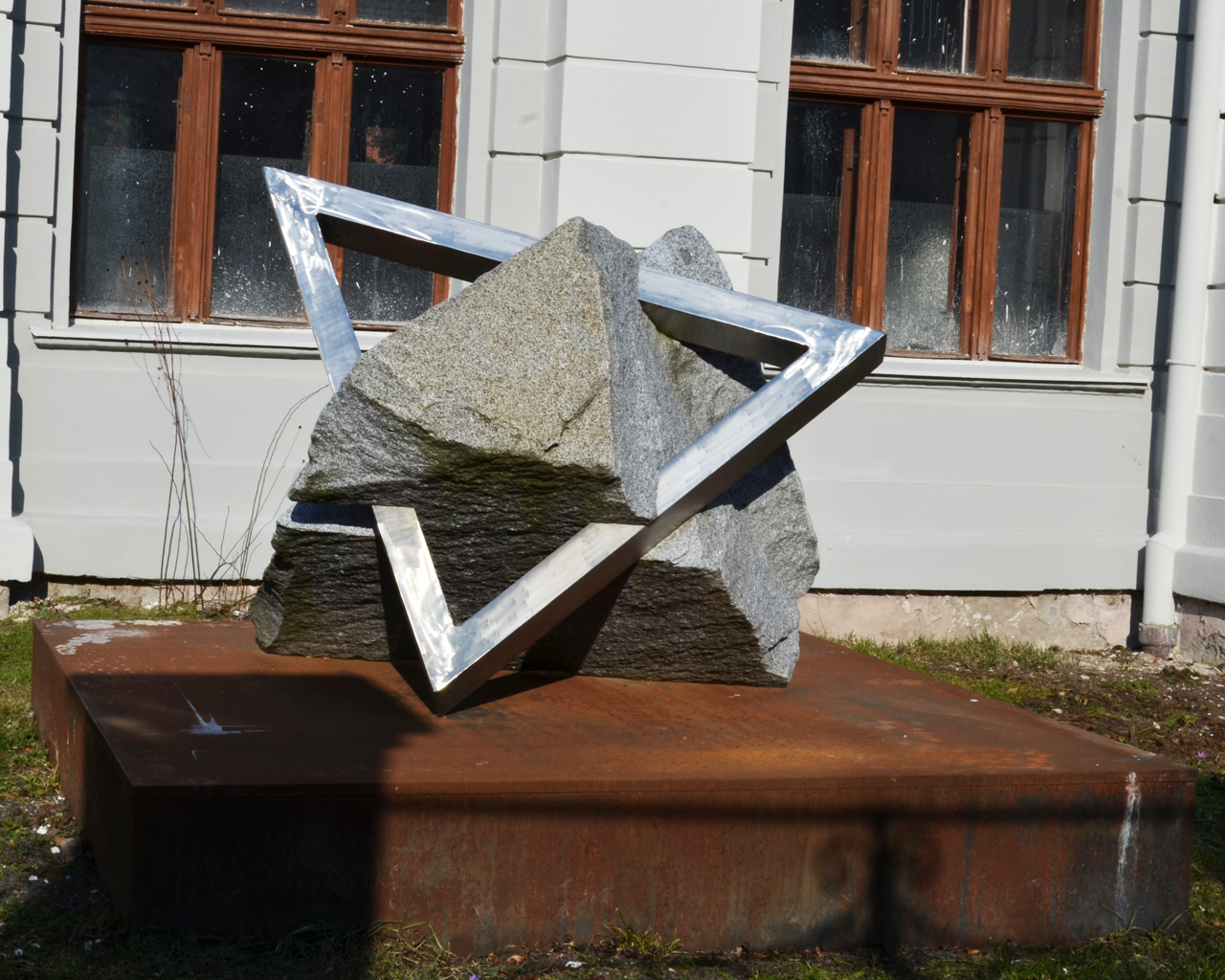
Aleš Veselý, Holocaust memorial před synagogou

Starší synagoga v Radnické ulici vznikla v roce 1881 úpravou hospodářské budovy nedaleko kostela sv. Jana Nepomuckého. Přestala být používána až po výstavbě synagogy nové a ve 40. letech 20. století zanikla.
Tato nová synagoga byla vybudována v secesním slohu v roce 1902 dle projektu Bohuslava Moravce přímo naproti Jezuitské koleji. K bohoslužbám sloužila do druhé světové války a pak ji určitou dobu využívala místní varhanická firma. Dva roky po skončení války si budovu pronajala a v roce 1949 zakoupila Církev československá husitská, které po přestavbě a opravách slouží dodnes.
Přestavbou objekt přišel o část štukové výzdoby a v roce 1956 zde bylo zřízeno kolumbárium. Odstraněn byl jak aron ha-kodeš tak symbol Desatera a vitráž z východního průčelí budovy, které nahradil symbol kalicha.

## Současnost
Z původního vybavení se dochovala dlažba a dveře, okenní rámy, kliky a kování z mosazi, lavice dosud využívané v hlavním modlitebním sále, a dále lustry a parapet ženské galerie. V interiéru jsou dnes umístěny varhany a gramozvony, u pravého pilíře stojí vpředu soška Jana Roháče z Dubé zapůjčená z kutnohorského muzea, a průčelí zdobí freska Ježíše Krista od akademického malíře Karla Skály.
Bývalá synagoga je přístupná při církevních bohoslužbách. Od června 2015 je v budově bývalé synagogy instalována stálá výstava Dějiny Židů v Kutné Hoře, která na 15 panelech ilustruje historii židovské komunity v Kutné Hoře od středověku, přes období emancipace ve druhé polovině 19. století až po zánik Židovské obce v období holocaustu. Výstava je pro veřejnost otevřena od května do října každou středu, pátek a sobotu od 10 do 16 hodin.
Od 30. září 2015 je chráněna jako kulturní památka.

## Židovská komunita v obci
Starší židovské osídlení se ve městě údajně vyskytovalo v místech, kde dnes stojí klášter řádu sv. Voršily. Nejpozději od roku 1568, kdy Židé museli horní město opustit z nařízení Maxmiliána II. zde nežili až do roku 1848, kdy jim byla občanská práva částečně navrácena. K založení Israelitského spolku došlo v roce 1881, vlastní Židovská obec vznikla v roce 1894.
K významným osobnostem kutnohorské židovské komunity patří např. básník Jiří Orten a jeho dva bratři Zdeněk a Ota nebo architekt a jevištní a kostýmní výtvarník František Zelenka.